# Fabio Gelonese
Fabio Gelonese (Reggio Calabria, 23 ottobre 1975) è un ex arbitro di calcio a 5 italiano.

## Carriera
Inizia la carriera arbitrale nel 1997 presso la sezione di Reggio Calabria. Si trasferisce a Milano per lavoro nel 2002 dove passa al calcio a 5.
Entra nell'organico C.A.N. 5 nel 2006.
Tra le gare di cartello, dirige la finale di campionato di Serie A 2010-2011 (calcio a 5) italiana, tra Marca Futsal e Pescara Calcio a 5 gara 1; la finale di Serie A 2011-2012 (calcio a 5) italiana, tra Luparense e Marca Futsal gara 3; la finale di campionato di Serie A 2013-2014 (calcio a 5) italiana, tra Acquaesapone e Luparense gara 5.
Viene nominato internazionale nel 2012.
Nell'estate del 2014 si trasferisce alla Sezione A.I.A. di Saronno. Il 4 marzo 2015, al suo nono anno, si dimette dalla CAN5.
Dal mese di marzo 2015 fino al mese di marzo 2017 arbitra in coppia nel campionato regionale lombardo di calcio a 5 (solo nel campionato di C2), con gli arbitri regionali in organico al CRA Lombardia. Nello stesso periodo, la sezione di Saronno lo designa occasionalmente per le gare di giovanissimi di calcio a 11.
La sua ultima gara da arbitro di calcio a 5 è datata il 9 marzo 2017, alla fine della stagione 2016-2017 appende il fischietto al chiodo.
Dal 2 giugno 2017 si trasferisce alla sezione di Monza. Dal 18 agosto transita nel ruolo di "osservatore arbitrale" a disposizione del CRA Lombardia. Il 16 settembre 2017 consegue la qualifica di Arbitro Benemerito.
Nel luglio 2018 ritorna alla Sezione di Milano.
Nel maggio 2020 viene proposto informalmente per il passaggio da OA alla CON5 dal CRA ma rifiuta il passaggio.
Dal 02 settembre 2021 rinuncia ad operare al CRA è rimane a disposizione dell'organo tecnico provinciale in sezione.
Nel marzo 2022 si trasferisce alla sezione di Seregno, svolgendo la funzione di OA e AE dell'OTP prevalentemente nel calcio a 11. 
Nell'ottobre 2023, seguito e superato il corso arbitri organizzato dal CSI Centro Sportivo Italiano, si dimette dall'AIA e inizia la sua seconda vita arbitrale. Viene impiegato regolarmente come arbitro di calcio a 7.